# サドル・クリーク・レコーズ
サドル・クリーク・レコーズ（Saddle Creek Records） は、アメリカ合衆国ネブラスカ州オマハのインディペンデント・レコードレーベル。1993年に設立され、インディー・ロック系のアーティストを中心にリリースしている。

## 概要
1993年、ジャスティン・オバースト(Justin Oberst)によってサドル・クリーク・レコーズの前身であるランバージャックレコーズ(Lumberjack Records)が設立される。そのレーベルはジャスティンの弟で後にブライト・アイズで知られるコナー・オバースト(Conor Oberst)のカセットをリリースするために作られた。その後、友人たちのレコードを制作するようになり地元で細々と販売を続けた。1996年、ネブラスカ大学リンカーン校の学生だったロブ・ナンセルとマイク・モーギスがレーベルのステップアップのため、ジャスティンから在庫を譲り受けレーベル名をサドル・クリーク・レコーズと改名した。1999年の大学卒業後、ロブはリンカーンからオマハに戻りレーベルの運営を続け、マイクはリンカーンに残りレコーディングエンジニアに専念することになる。
2000年以降、サドル・クリークは大きな転機を迎える。ブライト・アイズの「フィーヴァーズ・アンド・ミラーズ」、カーシヴの「ドメスティカ」、ザ・フェイント「ダンセ・マカブレ」といった作品を続々とリリース、「オマハシーン」として注目を集め大きな成功を収めた。その後サドル・クリークは地元オマハのバンドだけでなく様々な地域のバンドと契約を結ぶようになる。2007年6月にはロブの念願だったライブハウス「スローダウン」をオープンしている。

## アーティスト
かつて契約していたアーティストを含む
- Art in Manila
- Azure Ray
- Beep Beep
- Big Thief - ビッグ・シーフ
- Black Belt Eagle Scout
- Bright Eyes - ブライト・アイズ
- Broken Spindles
- Commander Venus
- Criteria
- Cursive
- Desaparecidos
- The Faint
- Hop Along
- The Good Life
- Georgie James
- Icky Blossoms
- Ladyfinger (ne)
- Eastern Youth
- Eric Bachmann
- Gabardine
- Land of Talk
- Maria Taylor
- Mayday
- Miles Benjamin Anthony Robinson
- The Mynabirds
- Neva Dinova
- Now It's Overhead
- Old Canes
- Orenda Fink
- Park Ave.
- Polecat
- Rilo Kiley
- The Rural Alberta Advantage
- Sebastien Grainger
- Sam Evian
- Slowdown Virginia
- Son, Ambulance
- Sorry About Dresden
- Stef Chura
- The Thermals
- Tim Kasher
- Tokyo Police Club
- Tomberlin
- Two Gallants
- We'd Rather Be Flying
- Young Jesus